# Frontier Field
Le Frontier Field est un stade de baseball situé à Rochester dans l'État de New York.
Depuis  1997, c'est le terrain de jeu à domicile de l'équipe des Rochester Red Wings de la Ligue internationale de baseball. Le Frontier Field a une capacité de 10 840 places et a été utilisé comme stade de football et de crosse.